# Ludzeludze
Ludzeludze ist ein Inkhundla (Verwaltungseinheit) in der Region Manzini in Eswatini. Es ist 181 km² groß und hatte 2007 gemäß Volkszählung 28.355 Einwohner.

## Geographie
Das Inkhundla liegt im Nordwesten der Region Manzini, nördlich der Großstadt Manzini. Der Berg Mdimba (1339 m ⊙) liegt an der Westgrenze zur Region Hhohho.

## Gliederung
Das Inkhundla gliedert sich in die Imiphakatsi (Häuptlingsbezirke) Kudzeni, Lozitha, Mbekelweni, Nkamanzi und Zombodze.